# Голуб Микола Якович
Микола Якович Голуб (12 листопада 1934, станиця Єлизаветинська, тепер підпорядкована місту Краснодару Краснодарського краю, Російська Федерація — ?) — радянський державний діяч, голова Краснодарського крайвиконкому, міністр заготівель Російської РФСР, міністр хлібопродуктів Російської РФСР. Депутат Верховної ради РРФСР 10—11-го скликань.

## Життєпис
У 1958 році закінчив агрономічний факультет Кубанського сільськогосподарського інституту.
У 1958—1959 роках — агроном, заступник голови колгоспу, секретар комсомольської організації колгоспу «Красная Звезда» в станиці Пластунівській Дінського району Краснодарського краю.
У 1959—1961 роках — заступник завідувача відділу комсомольських організацій Краснодарського крайового комітету ВЛКСМ.
Член КПРС з 1960 року.
У 1961—1962 роках — 2-й секретар Краснодарського крайового комітету ВЛКСМ.
У січні 1963 — січні 1965 року — 1-й секретар Краснодарського сільського крайового комітету ВЛКСМ.
У січні 1965 — 1967 року — 1-й секретар Краснодарського крайового комітету ВЛКСМ.
У 1967—1973 роках — 1-й секретар Коренівського районного комітету КПРС Краснодарського краю.
У 1973—1975 роках — завідувач відділу організаційно-партійної роботи Краснодарського крайового комітету КПРС.
У 1975—1978 роках — секретар Краснодарського крайового комітету КПРС.
У 1978 — червні 1981 року — 2-й секретар Краснодарського крайового комітету КПРС.
У червні 1981 — січні 1985 року — голова виконавчого комітету Краснодарської крайової ради депутатів трудящих.
9 січня — 23 листопада 1985 року — міністр заготівель Російської РФСР.
21 грудня 1985 — 15 червня 1990 року — міністр хлібопродуктів Російської РФСР.
Подальша доля невідома.

## Нагороди
- орден Леніна
- орден Жовтневої Революції
- три ордени Трудового Червоного Прапора (1973, 1981, 1984)
- орден «Знак Пошани»
- медалі